# Adolfo Cipriani

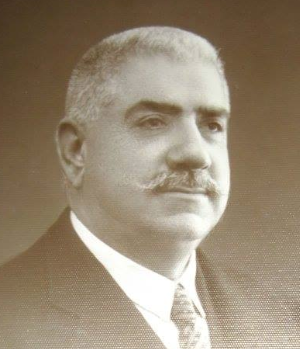
Adolfo Cipriani, 1900

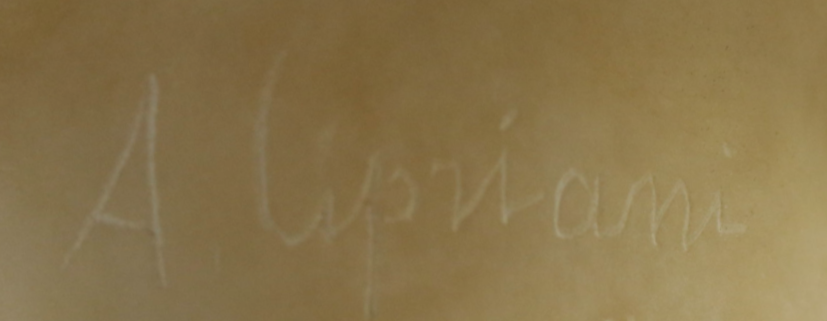
Eine Signatur von Adolfo Capriani

Adolfo Cipriani, auch Ada Cipriani, (* 9. September 1857 in Florenz, Kaisertum Österreich; † 10. August 1941 ebenda, Königreich Italien) war ein italienischer Bildhauer.

## Leben
Adolfo Cipriani war von etwa 1880 bis 1930 als Bildhauer aktiv. Über seinen Werdegang ist wenig bekannt. Er schuf zahlreiche Statuen, Büsten und Figurengruppen meist mit Bildnissen von Frauen und Kindern im Jugendstil, darunter oft Porträts und allegorische Figuren aus Marmor oder Alabaster, teils auch als Akt. Seine Arbeiten, die oft mit A. Cipriani signiert waren, verkaufte er auch in die Vereinigten Staaten von Amerika.
Adolfo Cipriani war verheiratet mit Emilia Pancani (* 1860), aus ihrer Verbindung gingen neun Kinder hervor, darunter der Bildhauer Ugo Cipriani.

## Werke (Auswahl)

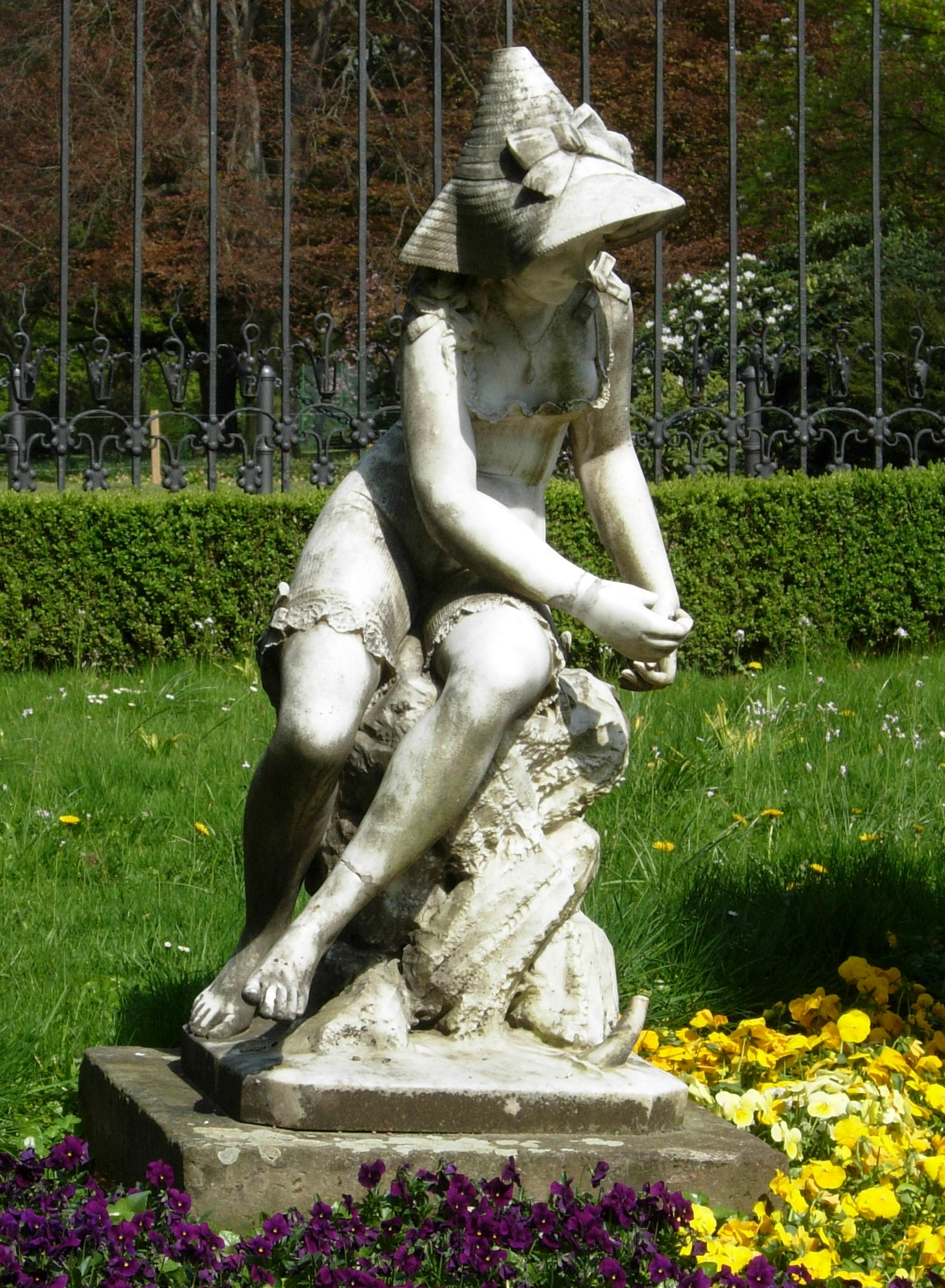
Anglerin, Bad Godesberg

Um 1885 schuf Adolfo Cipriani die Marmorskulptur Anglerin, die anfänglich in der Villa Stollwerck (Bad Godesberg) stand und in den 1920er Jahren von Frau Ringsdorff der Stadt Bad Godesberg geschenkt wurde.
Nach verschiedenen weiteren Standorten ist das Kunstwerk seit dem Jahr 1965 im dortigen Park der Redoute aufgestellt.
Andere seiner Arbeiten trugen Titel wie:
- I Figli del Pescatore (deutsch Die Fischersöhne)
- Meeresnymphe
- Königin Louise von Preußen
- Fanciulla con Cappello (Jungfrau mit Hut)
- Amor und der Schmetterling
- Flora
- Putto mit Stuhl
- Mädchen am Brunnen
- Bäuerin
- Kind liest ein Buch
- Badende geht ins Wasser, Akt
- Frau mit Krug
- Junge Zigeunerin mit Schal
- Junge Frau mit Lorbeerkranz
- Napoleon Bonaparte, Büste